# Slavkovce
Slavkovce – wieś (obec) na Słowacji położona w kraju koszyckim, w powiecie Michalovce. Pierwsze wzmianki o miejscowości pochodzą z roku 1315. 
Według danych z dnia 31 grudnia 2012, wieś zamieszkiwało 670 osób, w tym 337 kobiet i 333 mężczyzn.
W 2001 roku rozkład populacji względem narodowości i przynależności etnicznej wyglądał następująco:
- Słowacy – 85,76%
- Czesi – 0,16%
- Romowie – 6,87%
- Ukraińcy – 6,55%
- Węgrzy – 0,65%

Ze względu na wyznawaną religię struktura mieszkańców kształtowała się w 2001 roku następująco:
- Katolicy rzymscy – 46,32%
- Grekokatolicy – 27,5%
- Ewangelicy – 2,62%
- Prawosławni – 12,93%
- Ateiści – 0,98%
- Nie podano – 0,16%